# Iskällare

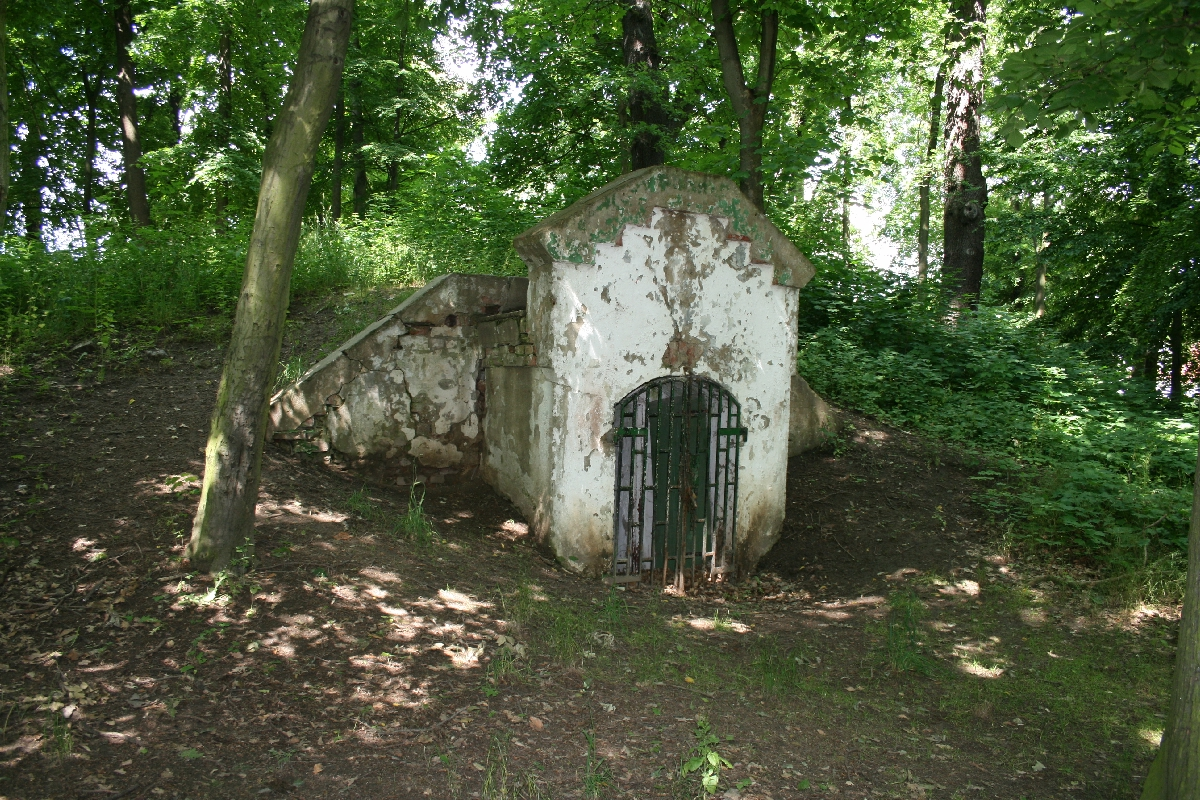
Iskällare byggd i tegel med ingången i skuggan.

Iskällare var ett sätt att förvara livsmedel under årets varma period genom att kyla dem med isblock. En iskällare var till sin konstruktion en grop i marken där is lades ned och täcktes med ett tjockt lager isolerande material, vanligaste sågspån. Ett ishus bestod av brädväggar inom vilka is och sågspån inlades.